# Trevesia tomentella
Trevesia tomentella är en araliaväxtart som beskrevs av William Grant Craib. Trevesia tomentella ingår i släktet Trevesia och familjen araliaväxter. Inga underarter finns listade.